# Cratere Lynceus
Lynceus è un cratere sulla superficie di Giano.